# Viva Seifert
Viva Seifert (Londra, 15 aprile 1972) è una ginnasta e tastierista britannica.

## Biografia
Nata a Londra, nel 1990 si mise in mostra ai Giochi del Commonwealth classificandosi 4º nel concorso individuale e ottenendo il bronzo nelle prove del cerchio e del nastro. Nel 1992 ha partecipato ai giochi della XXV Olimpiade classificandosi al 29º posto nella gara individuale di ginnastica ritmica.
Dopo aver abbandonato la ginnastica ritmica, entra a far parte come tastierista nel gruppo musicale Bikini Atoll fondato da suo fratello Joe, con cui incide due album. Dopo lo scioglimento del gruppo, continua la sua attività musicale nel duo Joe Gideon & The Shark formato da lei e dal fratello.
Nel 2015 ha interpretato il ruolo di protagonista nel videogioco investigativo indipendente Her Story.

## Discografia

### Bikini Atoll
- 2004 - Moratoria, Bella Union
- 2005 - Liar's Exit, Bella Union

### Joe Gideon & The Shark
- 2009 - Harum Scarum, Bronze Rat
- 2013 - Freakish, Bronze Rat